# Сагадахок
Сагадахо́к (англ. Sagadahoc County) — округ, расположенный в штате Мэн, США с населением в 35 214 человек по данным переписи населения 2000 года.
Административным центром округа является город Бат.

## География
По данным Бюро переписи населения США, общая площадь округа — 959 км², из которых: 658 км² — земля и 301 км² (31,41 %) — вода.

### Соседние округа
- Кеннебек — север
- Линкольн — восток
- Камберленд — запад
- Андроскоггин — северо-запад

### Охраняемые природные территории
- Понд-Айленд (национальный заповедник)

## Демография

Распределение населения округа по возрастным диапазонам

По данным переписи населения 2000 года в округе Йорк проживало 35 214 человек, 9641 семья, насчитывалось 14 117 домашних хозяйств и 16 489 жилых домов. Средняя плотность населения составляла 54 человек на один квадратный километр. Расовый состав округа по данным переписи распределился следующим образом: 96,49 % белых, 0,92 % чёрных или афроамериканцев, 0,31 % коренных американцев, 0,63 % азиатов, 0,06 % жители Океании, 1,21 % смешанных рас, 0,38 % — других народностей. Испано- и латиноамериканцы составили 1,11 % от всех жителей округа.
Из 14 117 домашних хозяйств в 33,2 % — воспитывали детей в возрасте до 18 лет, 54,6 % представляли собой совместно проживающие супружеские пары, в 9,6 % семей женщины проживали без мужей, 31,7 % не имели семей. 25,2 % от общего числа семей на момент переписи жили самостоятельно, при этом 9,3 % составили одинокие пожилые люди в возрасте 65 лет и старше. Средний размер домашнего хозяйства составил 2,47 человек, а средний размер семьи — 2,96 человек.
Население округа по возрастному диапазону по данным переписи 2000 года распределилось следующим образом: 25,8 % — жители младше 18 лет, 6,6 % — между 18 и 24 годами, 30,5 % — от 25 до 44 лет, 24,9 % — от 45 до 64 лет и 12,3 % — в возрасте 65 лет и старше. Средний возраст жителей округа составил 38 лет. На каждые 100 женщин в округе приходилось 96,3 мужчин, при этом на каждых сто женщин 18 лет и старше приходилось 93,1 мужчины также старше 18 лет.
Средний доход на одно домашнее хозяйство в округе составил 41 908 долларов США, а средний доход на одну семью в округе — 49 714 долларов. При этом мужчины имели средний доход в 34 039 долларов в год против 24 689 долларов среднегодового дохода у женщин. Доход на душу населения в округе составил 20 378 долларов США в год. 6,9 % от всего числа семей в округе и 8,6 % от всей численности населения находилось на момент переписи населения за чертой бедности, при этом 12,2 % из них были моложе 18 лет и 6,4 % — в возрасте 65 лет и старше.